# Ala-Suolijärvi och Oivanjärvi
Ala-Suolijärvi och Oivanjärvi är en sjö i Finland. Den ligger i kommunen Posio i landskapet Lappland, i den norra delen av landet, 700 km norr om huvudstaden Helsingfors. Ala-Suolijärvi och Oivanjärvi ligger 242,5 meter över havet. Den är 7 meter djup. Arean är 55,89 kvadratkilometer och strandlinjen är 336,32 kilometer lång. Sjön  ingår i Kemi älvs huvudavrinningsområde. 